# Epifytspett
Epifytspett (Campethera tullbergi) är en fågel i familjen hackspettar inom ordningen hackspettartade fåglar.

## Utbredning och systematik
Epifytspetten förekommer i bergsområden i sydöstra Nigeria och västra Kamerun samt på ön Bioko i Guineabukten. Tidigare inkluderades finbandad hackspett (Campethera taeniolaema) i arten, men denna urskiljs allt oftare som egen art, bland annat av tongivande International Ornithological Congress (IOC). Den behandlas som monotypisk, det vill säga att den inte delas in i några underarter.

## Status
Arten har ett stort utbredningsområde och beståndet anses vara stabilt. Internationella naturvårdsunionen IUCN listar den därför som livskraftig (LC).

## Namn
Fågelns vetenskapliga artnamn hedrar den svenske zoologen Tycho Tullberg (1842-1920). Fram tills nyligen kallades den tullbergspett även på svenska, men justerades 2022 till ett enklare och mer informativt namn av BirdLife Sveriges taxonomikommitté.